# Jasper Pääkkönen
Joona Jasper Pääkkönen, né le 15 juillet 1980 à Helsinki, est un acteur finlandais.

## Biographie
Pääkkönen est né en 1980 à Helsinki en Finlande. Son père, Seppo Pääkkönen, et son oncle, Antti Pääkkönen, sont tous deux des acteurs. Il est principalement connu pour avoir joué dans Pahat pojat et Matti, deux des films les plus rentables au box office finlandais. Il a reçu un prix au Festival International du Film Indépendant de Bruxelles pour son rôle dans Pahat pojat. Il a également remporté un Jussi pour son rôle dans Leijonasydän.
Le public le découvre vraiment en 2018 dans le film policier biographique BlacKkKlansman : J'ai infiltré le Ku Klux Klan de Spike Lee où il incarne un membre du Ku Klux Klan. Il retrouvera ce dernier sur son film de guerre Da 5 Bloods.

## Filmographie
| Année     | Film                                           | Rôle                     |
| --------- | ---------------------------------------------- | ------------------------ |
| 1988      | Ihmiselon ihanuus ja kurjuus                   | Arvi Hongisto            |
| 1990      | Kiljusen herrasväen uudet seikkailut           | Garçon d'école           |
| 1999-2001 | Salatut elämät                                 | Saku Salin               |
| 2003      | Pahat pojat                                    | Eero Takkunen            |
| 2003      | Kaunis mies                                    | Joonatan                 |
| 2003      | Irtiottoja                                     | Johnny                   |
| 2004      | Levottomat 3                                   | Aleksi                   |
| 2004      | Vares - yksityisetsivä                         | Jarmo                    |
| 2005      | Paha maa                                       | Niko Smolander           |
| 2006      | Matti                                          | Matti                    |
| 2007      | V2 - Jäätynyt enkeli                           | Dan 'Dante Hell' Hellman |
| 2008      | Muumi ja vaarallinen juhannus                  | Muumipeikko (voix)       |
| 2008      | Kummeli Alivuokralainen                        | Kikke                    |
| 2009      | Rööperi                                        | Korppu                   |
| 2010      | Muumi ja punainen pyrstötähti                  | Moomintroll (voix)       |
| 2010      | Very Cold Trip                                 | Kapu                     |
| 2011      | Vares - Pahan suudelma                         | Kyypakkaus               |
| 2011      | Vares - Huhtikuun tytöt                        | Kyypakkaus               |
| 2011      | Vares - Sukkanauhakäärme                       | Kyypakkaus               |
| 2012      | Vuosaari                                       | Anders                   |
| 2012      | Vares - Uhkapelimerkki                         | Kyypakkaus               |
| 2012      | Vares - Pimeyden tango                         | Kyypakkaus               |
| 2013      | Leijonasydän                                   | Harri                    |
| 2015      | Vares - sheriffi                               | Kyypakkaus               |
| 2015      | Jet Trash                                      | Mike                     |
| 2016-2018 | Vikings                                        | Halfdan le Noir          |
| 2018      | BlacKkKlansman : J'ai infiltré le Ku Klux Klan | Felix Kendrickson        |
| 2019      | Pihlajasatu                                    | Saku Salin               |
| 2020      | Da 5 Bloods : Frères de sang (Da 5 Bloods)     | Seppo                    |
| 2020      | The Dark Tower                                 | Marten Broadcloak        |

## Récompenses
- Festival International du Film Indépendant de Bruxelles : meilleur acteur en 2003 pour le rôle de Eero Takkunen dans Pahat pojat (avec Peter Franzén, Niko Saarela, Lauri Nurkse et Vesa-Matti Loiri).
- Jussis : meilleur acteur dans un second rôle pour celui de Harri dans Leijonasydän[2].